# Edward Ochab
Edward Mieczysław Ochab (16. srpna 1906 – 1. května 1989) byl polský komunistický politik, jeden z klíčových představitelů socialistického režimu v Polsku po druhé světové válce.

## Biografie
V letech 1964-1968 byl prezidentem Polska, kterážto funkce se ovšem od změny ústavy roku 1952 jmenovala předseda státní rady. V letech 1944-1945 byl ministrem veřejné správy, v letech 1957-1959 ministrem zemědělství.
V roce 1929 vstoupil do Komunistické strany Polska. Po porážce Polska německými vojsky roku 1939 odešel do Sovětského svazu, kde spoluzakládal Svaz polských vlastenců (Związek Patriotów Polskich). V letech 1944-1948 byl členem ústředního výboru Polské dělnické strany (Polska Partia Robotnicza), nástupkyně komunistické strany. Ta spolu s Polskou socialistickou stranou (Polska Partia Socjalistyczna) vytvořila roku 1948 Polskou sjednocenou dělnickou stranu (Polska Zjednoczona Partia Robotnicza), která byla v éře komunistického režimu hegemonní politickou silou. Ochab byl od jejího založení až do roku 1968 členem jejího ústředního výboru. Roku 1956 byl krátce i jeho prvním tajemníkem.